# Кичуа (язык)
Кичуа (Kichwa shimi, Runashimi) — варианты языков кечуа, которые распространены в Колумбии, Перу и Эквадоре. Наиболее распространённые диалекты кичуа — горный имбабура и чимборасо с одним и двумя миллионами говорящих соответственно. Горный каньяр имеет от 100 000 до 200 000 носителей. Другие диалекты от 10 000 до 20 000 говорящих. Кичуа принадлежит к северной группе языков кечуа (в соответствии с Альфредо Тореро).

## Диалекты
Горный имбабура (Otavalo Quichua) распространён в северных горах провинции Имбабура в Эквадоре.
Горный кальдерон (Calderón Quichua, Cayambe Quichua, Pichincha Quichua) распространён на территориях муниципалитетов Кальдерон, Каямбе, Кито в провинции Пичинча в Эквадоре.
Горный каньяр распространён в южных горах провинции Каньяр в Эквадоре.
Горный лоха (Loja Quichua, Saraguro Quichua) распространён в южных горах на севере провинции Лоха в Эквадоре.
Горный саласака (Salasaca Quichua, Tungurahua Highland Quichua, Tungurahua Quichua) распространён в 17 городах к востоку и югу от города Амбато, на территории Саласака провинции Тунгурауа (диалекты в провинциях Котопакси и повсюду в провинции Тунгурауа) в Эквадоре.
Горный чимборасо распространён в центральных горах провинций Боливар и Чимборасо в Эквадоре.
Амазонский инга (Ingano, Lowland Inga, Mocoa) распространён около рек Верхняя Какета и Путумайо в Колумбии.
Инга (Highland Inga) распространён в городах Богота (1000 чел.), департаменте городов Нариньо, Колон и Сан-Андрес в долине Сибундой в Колумбии. Также в Венесуэле.
Равнинный напо (Kicho, Lowland Napo Quichua, Napo, Napo Kichua, Napo Lowland Quichua, Quijo, Quixo, Runa Shimi, Santa Rosa Quechua, Santarrosino, Yumbo) распространён в обществах реки Путумайо, на территории реки Напо региона Мадре-де-Дьос в Перу. Также в Колумбии и Эквадоре.
Равнинный тена (Napo Kichwa, Yumbo) распространён в восточных джунглях на территориях муниципалитетов Арахуно, Тена, Шандия в Эквадоре.
Северный пастаса (Alama, Bobonaza Quichua, Canelos Quichua, Pastaza Quichua, Sarayacu Quichua) распространён в восточных джунглях вдоль рек Бобоназа и Конамбо в Эквадоре. Также в Перу.
Южный пастаса (Inga) распространён около рек Манчари, Ньюкурай, Пастаса, Уасага, озера Анатико в северных джунглях в Перу.